# Finale de la Coupe d'Océanie de football 2012
La finale de la Coupe d’Océanie de football 2012 est un match de football ayant eu lieu le 10 juin 2012 au Lawson Tama Stadium à Honiara aux Îles Salomon. Il s’agissait du dernier match de la Coupe d'Océanie de football 2012, la 9e édition de la Coupe d'Océanie de football, une compétition internationale pour les nations océaniennes. Elle vise à donner une place pour la Coupe des confédérations 2013 dans la région Océanie ainsi que faire office d’éliminatoires de la coupe du monde 2014. 
Cette finale voit la victoire de Tahiti face à la Nouvelle-Calédonie un but à zéro dans le temps réglementaire. C’est également la 1re édition qui n’est remportée ni par la Nouvelle-Zélande, ni par l’Australie mais bien par un pays insulaire.

## Contexte
La première phase de la compétition voit la qualification de Tahiti et de la Nouvelle-Calédonie pour le groupe A ainsi que de la Nouvelle-Zélande et des Îles Salomon, pays hôte, pour le groupe B lors d’une phase de poules. À noter que Tahiti et la Nouvelle-Calédonie s’affrontent une première fois le 3 juin lors de la 2e journée, le match donne la victoire à Tahiti 4 à 3. Les demi-finales voient s’affronter Tahiti face aux Îles Salomon et la Nouvelle-Calédonie face à la Nouvelle-Zélande. Bien que le premier match donne le favori, Tahiti, comme vainqueur, le second match est une surprise avec la victoire 2-0 de la Nouvelle-Calédonie qui élimine le grand favori de la compétition.

## Parcours respectifs
Note : dans les résultats ci-dessous, le score du pays présenté est toujours donné en premier.
| Tahiti             | Tahiti   | Tour                | Nouvelle-Calédonie | Nouvelle-Calédonie |
| ------------------ | -------- | ------------------- | ------------------ | ------------------ |
| Adversaires        | Résultat | Phase de groupes    | Adversaires        | Résultat           |
| Samoa              | 10–1     | Match 1             | Vanuatu            | 5–2                |
| Nouvelle-Calédonie | 4–3      | Match 2             | Tahiti             | 1–4                |
| Vanuatu            | 4–1      | Match 3             | Samoa              | 9–0                |
| Adversaires        | Résultat | Élimination directe | Adversaires        | Résultat           |
| Îles Salomon       | 1–0      | Demi-finale         | Nouvelle-Zélande   | 2–0                |

## Match
| Finale             | Tahiti                               | 1 - 0   | Nouvelle-Calédonie                                                               | | |
| 10 juin 2012 15h00 | Steevy Chong Hue 11e                 | (1 - 0) |                                                                                  | Lawson Tama Stadium · Spectateurs : 9 500 · Arbitrage : Peter O'Leary · Arbitres assistants : Kumar Ravinesh · Jan-Hendrik Hintz · Gerald Oiaka · Photos du match · | Lawson Tama Stadium · Spectateurs : 9 500 · Arbitrage : Peter O'Leary · Arbitres assistants : Kumar Ravinesh · Jan-Hendrik Hintz · Gerald Oiaka · Photos du match · |
| 10 juin 2012 15h00 | Lorenzo Tehau 56e · Angelo Tchen 62e |         | Judikael Ixoée 30e · Marius Bako 39e · Olivier Dokunengo 50e · Emile Béaruné 69e | Lawson Tama Stadium · Spectateurs : 9 500 · Arbitrage : Peter O'Leary · Arbitres assistants : Kumar Ravinesh · Jan-Hendrik Hintz · Gerald Oiaka · Photos du match · | Lawson Tama Stadium · Spectateurs : 9 500 · Arbitrage : Peter O'Leary · Arbitres assistants : Kumar Ravinesh · Jan-Hendrik Hintz · Gerald Oiaka · Photos du match · |

### Composition
|                 |    |                     |       |       |
|                 |    |                     |       |       |
| G               | 21 | Xavier Samin        |       |       |
| DD              | 19 | Vincent Simon       |       |       |
| DC              | 10 | Nicolas Vallar      |       |       |
| DC              | 4  | Teheivarii Ludivion |       |       |
| DG              | 8  | Angelo Tchen        |       |       |
| MD              | 6  | Lorenzo Tehau       | 89e   |       |
| MC              | 15 | Heimano Bourebare   | 90+2e |       |
| MC              | 7  | Henri Caroine       |       |       |
| MG              | 17 | Jonathan Tehau      |       |       |
| BU              | 13 | Steevy Chong Hue    | 11e   |       |
| BU              | 2  | Alvin Tehau         |       |       |
| Remplaçants :   |    |                     |       |       |
| AG              | 11 | Manaraii Porlier    |       | 89e   |
| AG              | 15 | Roihau Degage       |       | 90+2e |
| Sélectionneur : |    |                     |       |       |
| Eddy Etaeta     |    |                     |       |       |

| G               | 1  | Rocky Nyikeine       |  |     |
| DD              | 2  | Judikael Ixoée       |  |     |
| DC              | 3  | Emile Béaruné        |  |     |
| DC              | 17 | Joël Wakanumuné      |  |     |
| DG              | 10 | Marius Bako          |  |     |
| MD              | 6  | Olivier Dokunengo    |  |     |
| MC              | 16 | Iamel Kabeu          |  |     |
| MG              | 7  | Dominique Wacalie    |  |     |
| MO              | 8  | Bertrand Kaï         |  |     |
| BU              | 19 | Georges Gope-Fenepej |  |     |
| BU              | 9  | Jacques Haeko        |  |     |
| Remplaçants :   |    |                      |  |     |
| MC              | 12 | Roy Kayara           |  | 67e |
| Sélectionneur : |    |                      |  |     |
| Alain Moizan    |    |                      |  |     |